# Hula (danza)

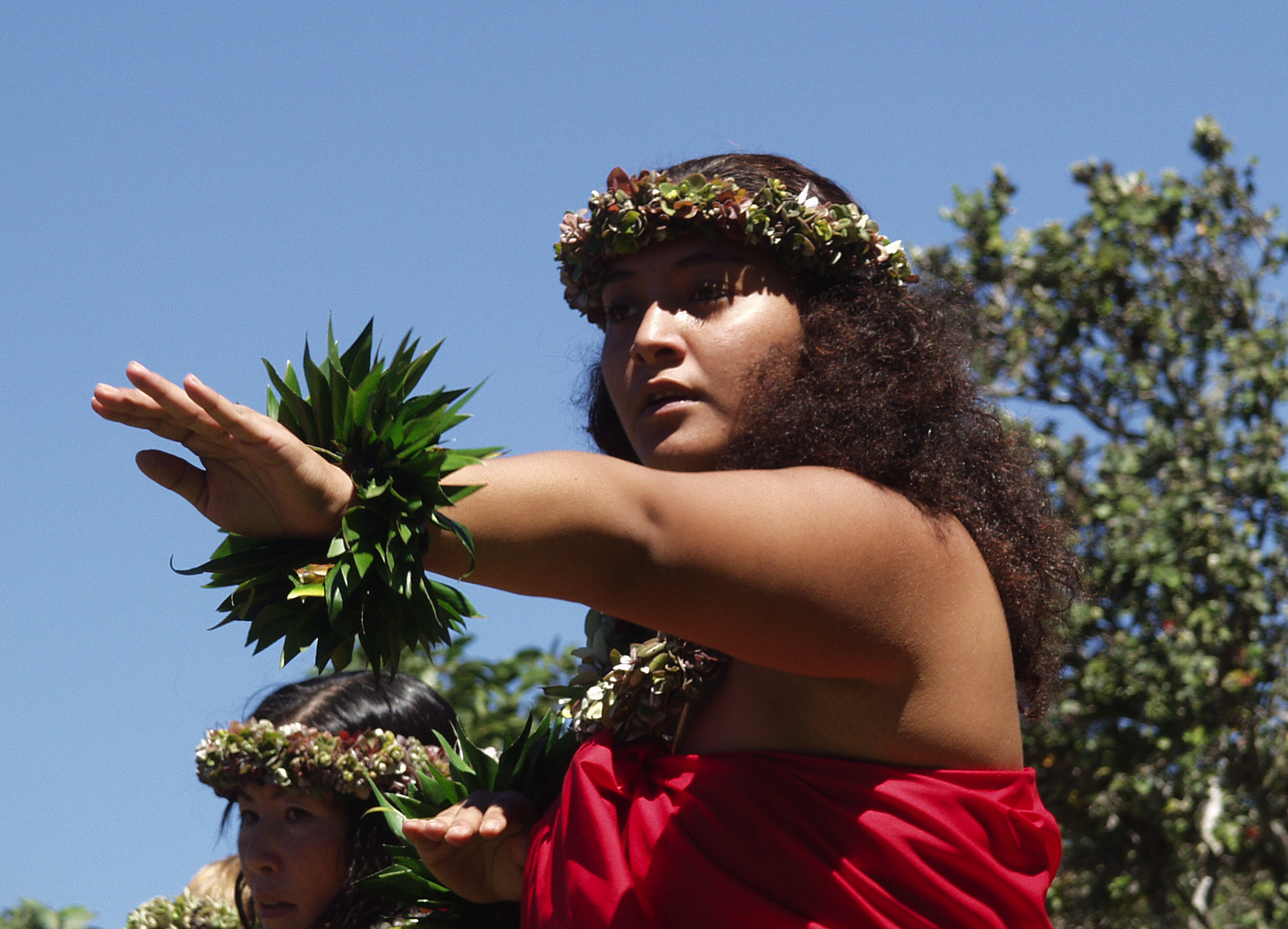
Baile del Hula kahiko en el parque nacional de los Volcanes de Hawái.

El hula (IPA: 'hulə) es una forma de danza acompañada de cánticos (oli) o canciones (mele). Fue desarrollado en las Islas Hawái por los Polinesios que originalmente se asentaron allí.  También la danza fue creada por los ancestros de varios hawaianos.
Hay muchos movimientos en el hula utilizados para representar las letras de los cantos. Por ejemplo: los movimientos de las manos pueden representar aspectos de la naturaleza, tales como el vaivén de un árbol o la brisa de una ola en el océano; aunque también representan emociones como tristeza o anhelo. Los movimientos de pie y de cadera son, a menudo, pasos básicos que incluyen el kaholló, ka'oawai, kawelululú, hela, uwehe y ami. 
Existen otras danzas procedentes de otras islas polinesias como Tahití, Samoa, Tonga, Isla de Pascua y Aotearoa (Nueva Zelanda); sin embargo, el hula es característico de las Islas Hawái.
Existen dos clases de hula y de bailarines. El antiguo hula, tal y como se practicaba antes del contacto occidental con Hawái, se llama kahiko, y es acompañado de cánticos e instrumentos tradicionales. El Hula, tal y como evolucionó bajo la influencia occidental en los siglos XIX y XX, se llama ʻauana. Se acompaña de canciones e instrumentos musicales de influencia occidental como la guitarra, el ʻukulele y el contrabajo. El siglo XIX también trajo cambios significativos en las artes hawaianas formales, incluido el Hula. Ai Kahiko, que significa «al estilo antiguo», son aquellos escritos de los siglos XX y XXI que imitan los estilos del antiguo Hula Kahiko. Son dos las principales posiciones en el hula: sentado (noho dance) y parado (luna dance).
Los bailarines se dividen en Olapa, son los más pequeños. Y los Ho'o-paa son los que tienen mayor experiencia, ellos no solo bailan, también cantan y tocan algún tipo de instrumento.

## Enseñanza
El Hula se enseña en escuelas llamadas halau. El maestro de hula es el kumu hula, en el que kumu significa fuente de conocimiento. Usualmente hay una jerarquía en algunas escuelas hula: kumu (maestro), alaka'i (líder), kokua (asistentes), y luego los 'olapa (bailarines) o haumana (estudiantes), aunque esta jerarquía no se aplica en todas las escuelas hula. Además, la mayoría tienen un canto para anunciar su entrada.

## Hula kahiko

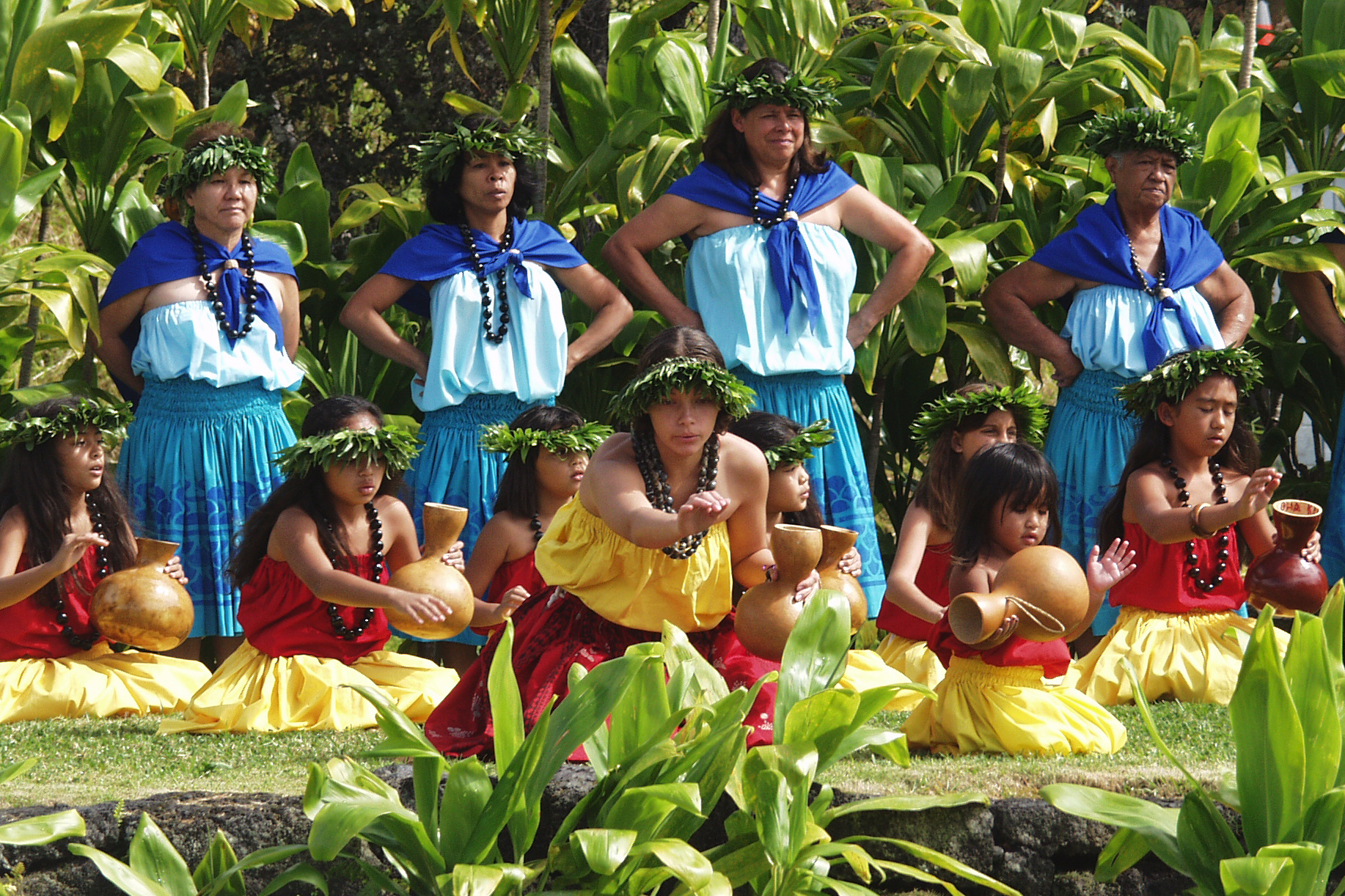

El Hula kahiko comprende una gran variedad de estilos y de modos, desde el solemne y sagrado al frívolo. Muchos hula se crearon para alabar a los jefes y se bailaban en su honor o para su entretenimiento.
El hula serio se consideraba una actuación religiosa. Al igual que sucedía con las ceremonias en el heiau, la tribuna del templo, el más mínimo error invalidaba la representación. Podía ser incluso un presagio de mala suerte o tener graves consecuencias. Los bailarines que aprendían este hula inevitablemente cometían muchos errores, por este motivo eran recluidos de forma ritual y puestos bajo la protección de la diosa Laka durante el periodo de aprendizaje. Las ceremonias señalaban el éxito en el aprendizaje y el fin de la reclusión. 
El Hula kahiko se celebra hoy bailando al son de cánticos históricos. Se caracteriza por la vestimenta tradicional, por un aspecto austero y por la creencia de que hay que tomar en serio el significado de la letra.

### Cánticos
La historia hawaiana es de tradición oral. Se codificaba en genealogías y cánticos, memorizados de forma estricta según se transmitían. Ante la falta de un idioma escrito, este era el único método que garantizaba la fidelidad. Los cánticos contaban las historias de la creación, la mitología, la realeza y de otros acontecimientos o personas relevantes.

### Instrumentos

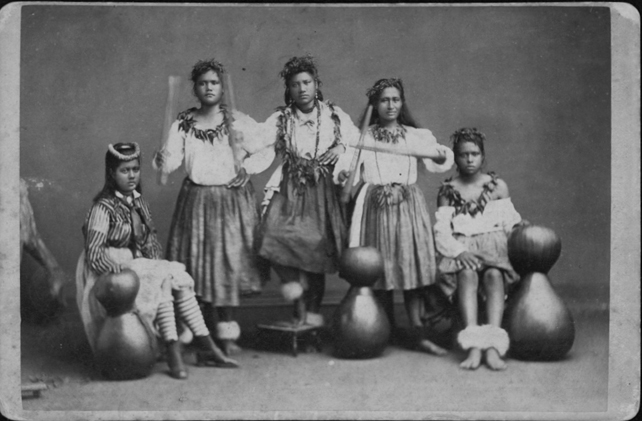
Bailarines hula

- Ipu — tambor individual de calabaza
- Ipu heke — tambor doble de calabaza
- Pahu — tambor de piel de tiburón; considerado sagrado
- Pūniu — pequeño tambor de rodilla, hecho de cáscara de coco cubierto de piel de pescado (kala)
- 'Ili'ili — piedra volcánica desgastada por el agua, que se utiliza como castañuelas
- 'Ulī'ulī — cascabel de calabaza con plumas
- Pū'ili — palillos de bambú
- Kāla'au — palillos para el ritmo
- el ukelele

Las pulseras tobilleras de diente de perro que llevan a veces los hombres al bailar, se pueden considerar también instrumentos, ya que marcan el sonido de los pies.

### Vestimenta
Las mujeres que lo bailaban vestían el «pā'u» de todos los días o falda envuelta, que dejaba el pecho descubierto. Como señal de demostración de lujo, la pāʻū podía ser mucho más larga que el kapa habitual o tela de corteza, que tenía la longitud justa para enrollarlo en la cintura. Los visitantes hablan de bailarinas envueltas en gran cantidad de tapa, suficiente para incrementar de forma notable su circunferencia. También podían lucir collares, brazaletes, pulseras tobilleras además de muchos lei (en forma de coronas, collares, brazaletes y pulseras tobilleras).
Los hombres vestían el malo de todos los días o tela de costado. Igualmente podían llevar un malo voluminoso, hecho de mucha tapa. Lucían también collares (lei), brazaletes y tobilleras (kupe'e).
Los materiales para el lei que se lucía en las actuaciones se recolectaban en el bosque, tras hacer cánticos y oraciones a Laka y a los dioses del bosque. 
El lei y la tapa que se llevaban en el hula sagrado se consideraban imbuidos de la santidad de la danza y no podían llevarse después de la ceremonia. El Lei se solía dejar como ofrenda en el pequeño altar dedicado a Laka que había en cada halau.

### Actuaciones
El Hula que se practicaba como entretenimiento diario espontáneo o en fiestas familiares no se celebraba con ceremonias especiales. Sin embargo, el hula destinado al entretenimiento de los jefes era una cuestión motivo de inquietud. Los jefes supremos solían viajar de un lugar a otro dentro de sus dominios. Cada localidad tenía el deber de proporcionar alojamiento, comida y diversión al jefe o jefa y a su séquito. Las demostraciones de Hula eran una forma de lealtad y a menudo de adulación al jefe. Había hula para honrar su linaje, su nombre e incluso su sexualidad (hula maʻi). También se bailaba el hula sagrado, en honor a los dioses hawaianos. Había que hacerlo sin errores (lo contrario podía ser desafortunado e irrespetuoso). 
También se honraba con el hula a los jefes procedentes de otros dominios de visita al lugar. Esta cortesía a menudo se extendía también a los visitantes occidentales importantes, que dejaron muchos testimonios escritos sobre el hula en los siglos XVIII y XIX.

### Maestros de Hula kahiko
- George Naope
- Tiare Noelani Chang
- Kealiʻi Reichel
- Charles Ka'upu
- Edith Kanaka'ole
- William Kahakuleilehua Haunu'u Ching
- Rae Kahikilaulani Fonseca
- O 'Brian Eselu

## Hula'auana

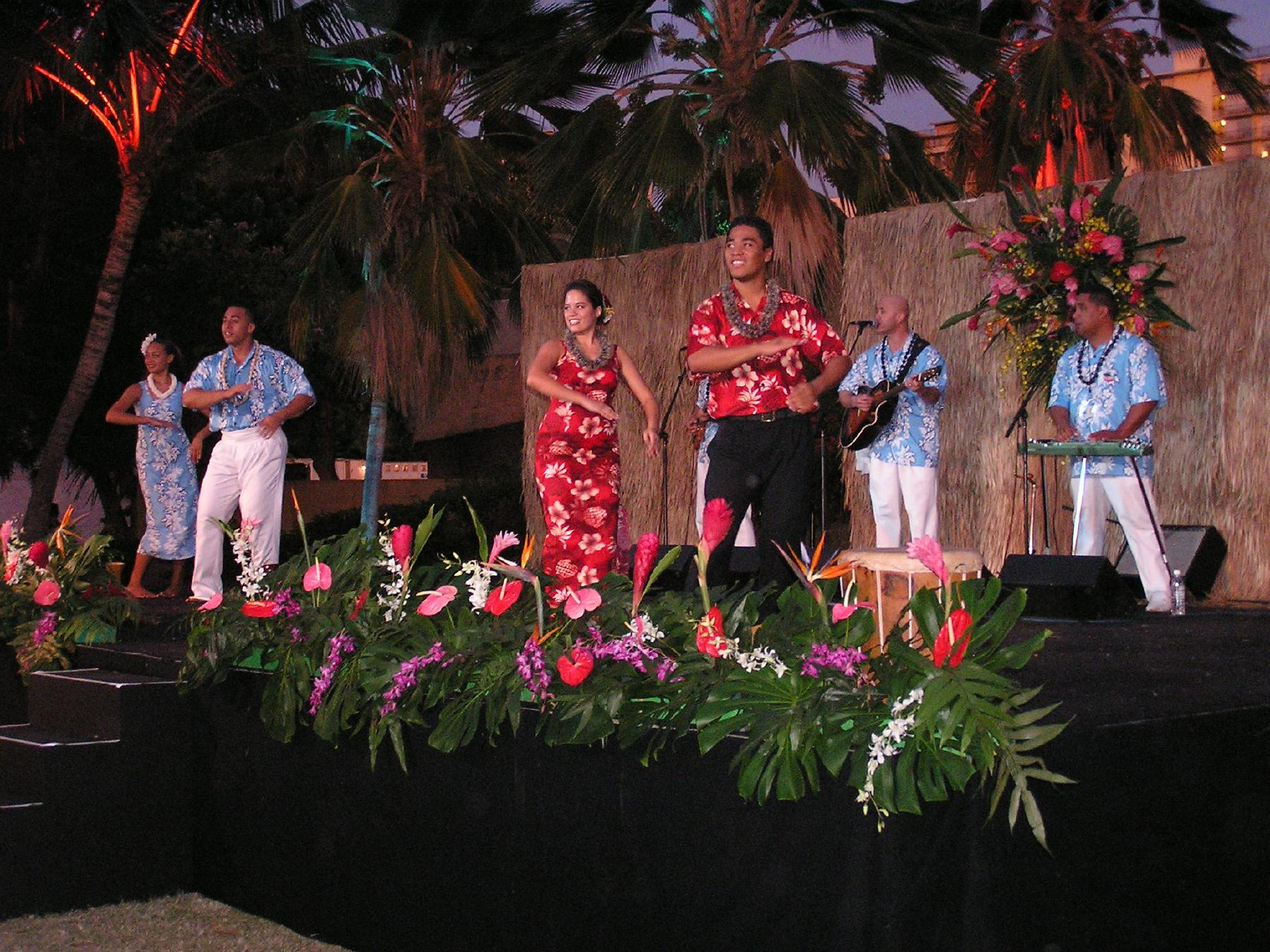

El hula moderno surgió de la adaptación de las ideas tradicionales del hula (danza y mele) a las influencias occidentales. Las principales influencias fueron la moral cristiana y la armonía melódica. El Hula ʻauana sigue narrando o comentando una historia, pero esta puede incluir habitualmente hechos acontecidos desde 1800. La vestimenta de las bailarinas era menos sugerente y la música tenía una mayor influencia occidental. 

### Canciones
El mele de hula ʻauana solía cantarse como si fuera música popular. Un solista cantaba en escala mayor con partes ocasionales de acompañamiento armónico.
La temática de las canciones era tan variada como la propia experiencia humana. Se escriben mele hula ʻauana para hablar de personas, lugares o acontecimientos relevantes o simplemente para expresar una idea o emoción. El hula luego interpreta el mele.

### Instrumentos
Los músicos que representan el hula ʻauana suelen acompañarse de instrumentos de cuerda portátiles.
- ʻUkulele — de cuatro, seis u ocho cuerdas, utilizado para mantener el ritmo a falta de otro instrumento
- Guitarra — usada como parte de una sección rítmica o como instrumento principal
- Guitarra de cuerdas metálicas — acentúa al intérprete
- Bajo — mantiene el ritmo

En ocasiones, el hula ʻauana requiere que los bailarines hagan uso de instrumentos, en cuyo caso usan los mismos que en el hula kahiko.

### Vestimenta

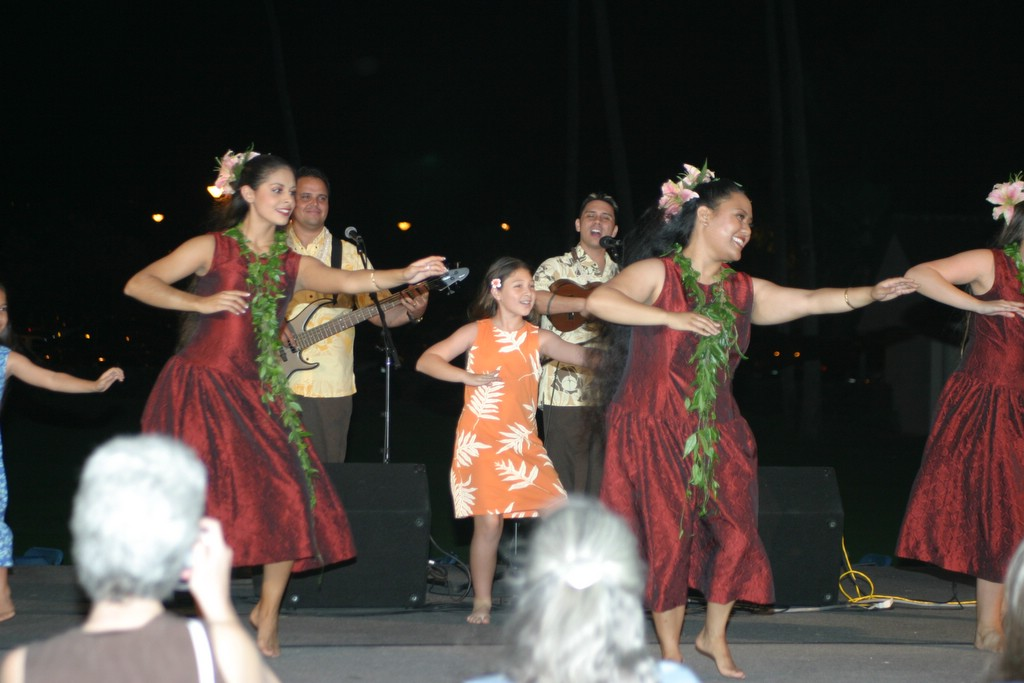

La vestimenta desempeña una función a la hora de ilustrar la interpretación del hula que hace el instructor del mele. Aunque existe cierta libertad, la mayoría de los halau siguen las costumbres tradicionales de atuendo. Las mujeres llevan normalmente faldas o vestidos, mientras que los hombres pueden llevar pantalones largos o cortos, faldas o un malo (una tela enrollada por debajo y alrededor de la entrepierna). Para los bailes lentos y gráciles, los bailarines llevan ropa formal como el muʻumuʻu para las mujeres y la faja de los hombres. Un tema rápido, animado y «travieso» quedará mejor si el intérprete luce un atuendo más revelador o festivo.

### Actuaciones
El Hula se interpreta en las celebraciones y luau (fiestas hawaianas). Es normal que las niñas de entre 6 y 12 años tomen clases de Hula y al igual que en otros bailes, se celebran recitales y actuaciones en las luau.

## Historia del hula

### Orígenes legendarios
Existen varias leyendas sobre los orígenes del hula. Según una leyenda hawaiana Laka, diosa del hula, dio a luz a la danza en la isla de Molokai, en un lugar sagrado de Kaʻana. Tras la muerte de Laka, sus restos fueron escondidos bajo la colina Puʻu Nana. 
Otra historia habla de Hiʻiaka, que bailaba para calmar a su fogosa hermana, la diosa de los volcanes Pele. Esta narración sitúa la fuente del hula en Kauaʻi, en el valle de Hāʻena, en la costa norte.

### Durante elsigloXIX
Los misioneros americanos protestantes, llegados en 1820, denunciaron que el hula era un baile pagano. Los aliʻi (de la realeza y nobleza) recién convertidos al cristianismo, se vieron obligados a prohibir el hula. A pesar de todo, muchos siguieron apoyando el hula de forma privada.
Las artes interpretativas hawaianas tuvieron un resurgimiento durante el reinado del Rey David Kalākaua (1874–1891), que fomentaba las artes tradicionales. Los practicantes del Hula mezclaron la poesía hawaiana, entonaban canciones, los movimientos de baile y el atuendo para crear la nueva forma, el hula kuʻi (kuʻi significa «combinar lo viejo y lo nuevo»). Parece que el pahu no se utilizaba en el hula kuʻi, evidentemente debido a su carácter sagrado, respectado por quienes lo practicaban; la calabaza ipu (Lagenaria sicenaria) era el instrumento indígena que más se asociaba al hula kuʻi. 
Los rituales y la oración rodeaban todos los aspectos relativos al aprendizaje y la práctica del hula, incluso a finales del siglo XX. Tanto profesores como alumnos se consagraban a la diosa del hula, Laka.

### El hula delsigloXX
El Hula sufrió una transformación drástica a principios del siglo XX, al aparecer en espectáculos turísticos, como el Kodak hula show además de en producciones de Hollywood. A pesar de todo, algunos practicantes de mayor edad conservaban una forma más tradicional de hula en pequeños círculos. Se ha producido un interés renovado en el hula, tanto tradicional como moderno, desde los años setenta y el Renacimiento hawaiano. En 1961 Elvis Presley interpretó y popularizó un éxito llamado Rock - A - Hula Baby que era una mezcla de rock and roll con Hula y el cual formó parte de la banda de sonido de la película Blue Hawaii. 

## Festivales de hula contemporáneos
- Ka Hula Piko, que se celebra cada mes de mayo en Moloka'i.
- El Merrie Monarch Festival es un festival cultural de una semana de duración, con un concurso de hula en Hilo en la Isla Grande de Hawái.
- Hula Workshop, Ho'ike and Hawaiian Festival, que se celebra cada mes de julio en Vancouver, en el estado de Washington.
- E Hula Mau, que se celebra cada fin de semana del Día del Trabajo en Long Beach, California.

## Películas
Mutiny on the Bounty (1962). Dirigida por Lewis Milestone. En una de sus escenas, un grupo de mujeres hawaianas bailan hula a los marineros que han hecho escala en la isla. Una de las actrices que baila es Talita, que se casó con uno de los protagonistas del film, la estrella de Hollywood Marlon Brando.
- Kumu Hula: Keepers of a Culture (1989). Dirigida por Robert Mugge.
- Holo Mai Pele - Halau ō Kekuhi  (2000) Dirigida por Catherine Tatge.
- American Aloha : Hula Beyond Hawai'i  (2003) De Lisette Marie Flannery y Evann Siebens.